# Championnats du monde de ski alpin 1982
Navigation
Lake Placid 1980 Bormio 1985
Les championnats du monde de ski alpin 1982 ont eu lieu à Schladming, dans le land de Styrie, en Autriche du 28 janvier au 7 février 1982.
Erika Hess est la reine des championnats du monde 1982. La suissesse gagne 3 médailles d'or en combiné, géant et slalom et signe ainsi un exploit comparable à ceux de Rosi Mittermaier en 1976 et d'Hanni Wenzel en 1980.
Erika Hess ouvre les championnats du monde avec une victoire en combiné, qui redevient une épreuve spécifique. Elle devance Perrine Pelen et Christin Cooper. Sa grande rivale, Irene Epple, se classe seulement septième.
Erika Hess remporte une deuxième médaille d'or en géant. La Suissesse se met hors d'atteinte à l'issue de la première manche, Christin Cooper obtient une nouvelle médaille avec l'argent et Irene Epple subit un nouvel échec (quatorzième).
Triomphe nord-américain dans la descente Femmes : la canadienne Gerry Sorensen s'impose devant l'Américaine Cindy Nelson et sa compatriote Laurie Graham. Marie-Cécile Gros-Gaudenier manque sa course (onzième).
Super-favorite du slalom, Erika Hess ne craque pas et gagne un troisième titre mondial. La Suissesse est invaincue dans ces championnats du monde. Christin Cooper est sa dauphine et remporte ainsi sa troisième médaille.
Les épreuves masculines débutent par un choc : la défaite d'Ingemar Stenmark dans le géant. C'est le premier échec du Suédois dans un grand événement depuis les Jeux Olympiques de 1976. Ingemar Stenmark est battu par Steve Mahre. Phil Mahre chute dans la première manche.
Michel Vion remporte à la surprise générale le combiné devant Peter Lüscher et offre au ski français son premier titre depuis 1970. Phil Mahre, grand favori, n'a pas pris part à l'épreuve.
Harti Weirather s'impose en descente et prolonge ainsi l'invincibilité depuis 1974 de l'équipe d'Autriche dans cette discipline. Il s'agit également de l'unique médaille d'or autrichienne de ces championnats du monde. Avec seulement 3 médailles (un or et deux bronzes), la moisson de l'équipe d'Autriche à domicile est faible. Pour la première fois depuis 1938, les skieuses autrichiennes ne gagnent aucune médaille.
Ingemar Stenmark gagne les 2 manches du slalom (le premier de l'histoire disputé avec des piquets en plastiques articulés) et obtient ainsi son troisième titre consécutif dans la discipline. Phil Mahre abandonne et ne ramène aucune médaille de Schladming.

## Palmarès

### Hommes
| Épreuves | Or               | Argent            | Bronze          |
| -------- | ---------------- | ----------------- | --------------- |
| Descente | Harti Weirather  | Conradin Cathomen | Erwin Resch     |
| Géant    | Steve Mahre      | Ingemar Stenmark  | Boris Strel     |
| Slalom   | Ingemar Stenmark | Bojan Krizaj      | Bengt Fjallberg |
| Combiné  | Michel Vion      | Peter Lüscher     | Anton Steiner   |

### Femmes
| Épreuves | Or             | Argent          | Bronze          |
| -------- | -------------- | --------------- | --------------- |
| Descente | Gerry Sorensen | Cindy Nelson    | Laurie Graham   |
| Géant    | Erika Hess     | Christin Cooper | Ursula Konzett  |
| Slalom   | Erika Hess     | Christin Cooper | Daniela Zini    |
| Combiné  | Erika Hess     | Perrine Pelen   | Christin Cooper |

## Tableau des médailles
| Rang | Nations              | Or | Argent | Bronze | Total |
| 1    | Suisse               | 3  | 2      | 0      | 5     |
| 2    | États-Unis           | 1  | 3      | 1      | 5     |
| 3    | Suède                | 1  | 1      | 1      | 3     |
| 4    | France               | 1  | 1      | 0      | 2     |
| 5    | Autriche             | 1  | 0      | 2      | 3     |
| 6    | Canada               | 1  | 0      | 1      | 2     |
| 7    | Yougoslavie          | 0  | 1      | 1      | 2     |
| 8    | Liechtenstein Italie | 0  | 0      | 1      | 1     |